# Lunca Meteșului
Lunca Meteșului – wieś w Rumunii, w okręgu Alba, w gminie Meteș. W 2011 roku liczyła 99 mieszkańców.